# 解酲汤
解酲汤（：／?），一般又稱解酒湯，是韓國料理中有解酒功效的汤。解酲湯有多種款式，一般是用牛血、牛骨肉、大白菜乾等熬成的濃湯，但也有使用豬肉代替牛肉。

## 种类
解酲湯的製作方法和味道因地區而異。一般而言，首爾地區的解酒湯湯底用牛骨熬製，然後加入芽菜、蘿蔔、大白菜、大蔥、牛血塊、豆醬煮成豆醬湯。首爾鍾路區民進洞的解酲湯廣受食客歡迎。
其他解酲湯包括：
- 排骨解酲汤:用猪排骨加辣椒粉，大葱等辅料一起煮沸而成。
- 豆芽解酲汤
- 明太解酲汤
- 血块解酲汤

## 資料來源
1. ↑  . Nate/EncyKorea （韩语）.